# شانتل
شانتل (به انگلیسی: Shontelle) (زادهٔ ۴ اکتبر ۱۹۸۵) خواننده باربادوسی است.